# Clarisa Huber
Clarisa Belén Huber (Tandil, Buenos Aires, Argentina, 22 de diciembre de 1984) es una exfutbolista argentina de ascendencia austriaca, su último club fue el Boca Juniors de la Primera División Femenina. Fue con la Selección Argentina, tanto en fútbol como en futsal.
Sus inicios en la disciplina vinieron de la mano de los Torneos Bonaerenses con los que llegó a viajar a los Estados Unidos para competir. A los 15 años es elegida para formar parte de la selección argentina de fútbol femenino sub-19.

## Trayectoria
Empezó su carrera en el Club El Porvenir. En 2003 fue transferida al Club Boca Juniors y debutó con la selección femenina de fútbol argentina con quien jugó la Copa Mundial de Fútbol Femenino en 2003 y 2007. En 2008 se mudó a España para jugar con el Zaragoza Club de Fútbol Femenino. 
Regresó a Argentina en 2011 para jugar en fútbol sala. Fue la capitana del equipo nacional argentino en el Campeonato Mundial Femenino de fútbol sala de la FIFA 2011.
Cuando se le consultó sobre cuál era su preferencia entre fútbol once y fútbol sala respondió: 
“Es difícil, cada uno tiene algo en particular, son muy diferentes, ambos se disfrutan y tienen lo suyo. Elegir es difícil. Campo tiene la complejidad de que son once personas que tienen que entenderse, otras distancias, otro juego, otra habilidad y exigencia. Sala es más dinámico y más rápido, necesitas más velocidad, es más fácil llegar al arco o generar situaciones. Son muy diferentes.”
Además de su carrera futbolística, se recibió como profesora de Educación Física en el Instituto Superior de Educación Física N.º1 “Romero Brest” en el 2007 y de Kinesióloga en la Universidad Maimónides en el año 2013. Es estudiante de osteopatía y se encuentra a un año de finalizar. Ejerció como preparadora física de la primera división de Kimberley FC y como Kinesióloga en distintos consultorios de Buenos Aires.
Actualmente, forma parte del primer plantel profesional del Club Atlético Boca Juniors.
El 19 de enero de 2021, se consagró campeona con la camiseta de Boca logrando una goleada ante River por 7 a 0. Consiguió el primer campeonato de la era semiprofesional del fútbol femenino en Argentina.

## Clubes

### Futbol
| Club                    | País      | Año         |
| ----------------------- | --------- | ----------- |
| Club El Porvenir        | Argentina | 1998 - 2002 |
| Boca Juniors            | Argentina | 2002 - 2007 |
| Zaragoza Club de Futbol | España    | 2008 - 2010 |
| Boca Juniors            | Argentina | 2019 - 2024 |

### Futsal
| Club                    | País      | Año         |
| ----------------------- | --------- | ----------- |
| Club El Porvenir        | Argentina | 1998 - 2002 |
| Club Atlético Atlanta   | Argentina | 2011        |
| Club Atlético Kimberley | Argentina | 2012 - 2019 |

## Selección nacional

### Participaciones en Copas del Mundo
| Torneo               | Sede           | Resultado    | Partidos | Goles | Asistencias |
| -------------------- | -------------- | ------------ | -------- | ----- | ----------- |
| Copa Mundial de 2003 | Estados Unidos | Primera fase | 3        | 0     | 0           |
| Copa Mundial de 2007 | China          | Primera fase | 3        | 0     | 0           |

## Palmarés
| Título           | Club               | País      | Año  |
| ---------------- | ------------------ | --------- | ---- |
| Primera División | C.A. Boca Juniors  | Argentina | 2020 |
| Primera División | C.A. Boca Juniors  | Argentina | 2021 |
| Superfinal       | C.A. Boca Juniors  | Argentina | 2021 |
| Primera División | C.A. Boca Juniors  | Argentina | 2022 |
| Primera División | C. A. Boca Juniors | Argentina | 2023 |